# Iraks tekniska universitet
University of Technology är ett universitet i Irak. Det ligger i distriktet Al Rusafa och provinsen Bagdad, i den centrala delen av landet, i huvudstaden Bagdad.